# Associazione Sportiva Tevere Roma 1960-1961
Questa voce raccoglie le informazioni riguardanti l'Associazione Sportiva Tevere Roma nelle competizioni ufficiali della stagione 1960-1961.

## Rosa
| N. |                   | Ruolo | Calciatore          |
| -- | ----------------- | ----- | ------------------- |
|    | Italia (bandiera) | A     | Bruno Abbatini      |
|    | Italia (bandiera) |       | Arturo Barozzi      |
|    | Italia (bandiera) | C     | Antonio Basso       |
|    | Italia (bandiera) | C     | Franco Beccaccioli  |
|    | Italia (bandiera) |       | Gianfranco Bellucci |
|    | Italia (bandiera) | D     | Enrico Bergonti     |
|    | Italia (bandiera) | A     | Gualtiero Brunelli  |
|    | Italia (bandiera) |       | Ignazio Caruso      |
|    | Italia (bandiera) | A     | Maurizio Chinagli   |
|    | Italia (bandiera) | D     | Franco Dassareto    |
|    | Italia (bandiera) | C     | Franco Di Napoli    |

| N. |                   | Ruolo | Calciatore          |
| -- | ----------------- | ----- | ------------------- |
|    | Italia (bandiera) |       | Carlo Festa         |
|    | Italia (bandiera) | D     | Giuseppe Galvanin   |
|    | Italia (bandiera) |       | Quintino Giovannini |
|    | Italia (bandiera) | P     | Giuseppe Leonardi   |
|    | Italia (bandiera) | C     | Enrico Mastroianni  |
|    | Italia (bandiera) | C     | Silvano Merkuza     |
|    | Italia (bandiera) | C     | Sergio Rodaro       |
|    | Italia (bandiera) | D     | Antonio Schiavoni   |
|    | Italia (bandiera) | C     | Renzo Selmo         |
|    | Italia (bandiera) | A     | Lorenzo Trevisan    |
|    | Italia (bandiera) | A     | Valentino Valli     |